# Mihai Gingulescu
Mihail-Constantin Gingulescu, mai cunoscut ca Mihai Gingulescu, (n. 29 ianuarie 1940, București, România – d. 17 august 2016, Târgu Mureș, România) a fost un actor și politician român. A fost deputat român în legislatura 1990-1992, ales în județul Mureș pe listele partidului FSN, precum și director general al Teatrului Național din Târgu Mureș în perioada 1991-1994. Mihai Gingulescu a fost actor al Teatrului Național Târgu Mureș din 1962.

## Filmografie
- Tănase Scatiu (1976)
- Râul care urcă muntele (1977)
- Munții în flăcări (1980)
- Capcana mercenarilor (1981)